# Juan Larrea
Juan Larrea (Bilbau, 1895 – Córdova, 1980 foi um poeta espanhol que escreveu em francês e castelhano.

## Biografia
Nasceu em Bilbau em 13 de março de 1895, numa casa onde o clima era de uma religiosidade asfixiante. Duas irmãs de Juan tornaram-se monjas e um irmão tornou-se jesuíta e chegaria a ser teólogo e reitor da casa de formação de Oña.
Licenciou-se em letras e ingressou no corpo de arquivistas e, pela sua amizade com Gerardo Diego e Vicente Huidobro, interessou-se pela poesia, que sentia como un refúgio frente ao mundo medíocre que o rodeava. Em 1926 ruma a Paris e com César Vallejo funda a revista  Favorables París Poema, viaja pela América e estuda as culturas pré-colombianas com fervor. Após a Guerra Civil Espanhola exila-se definitivamente na América.
A sua escrita poética, na sua maior parte em francês, é devedora das vanguardas, em especial do surrealismo, o que demonstra por algumas audazes imagens e um irracionalismo radical, misturados a uma sintaxe lúcida e clara.

## Fonte da tradução
- Este artigo foi inicialmente traduzido, total ou parcialmente, do artigo da Wikipédia em galego cujo título é «Juan Larrea».